# مقياس استقطاب

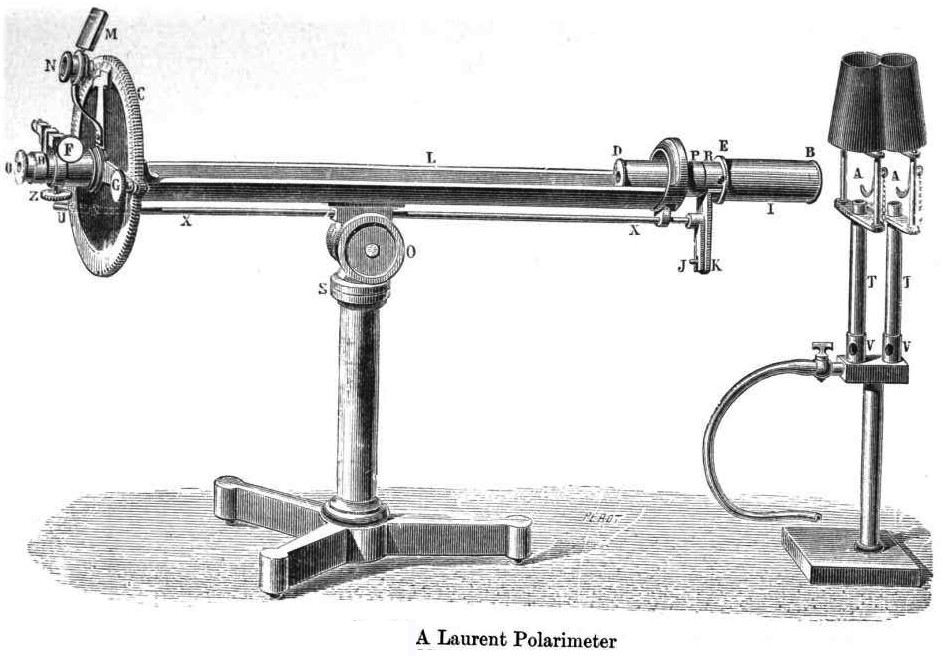
مقياس الاستقطاب

مقياس الاستقطاب أو المقطاب (بالإنجليزية: Polarimeter)‏ هو أداة علمية تستخدم لقياس مقدار دوران مستوى الضوء المستقطب عند مروره خلال عينة من المركب الذي به نشاط ضوئي.
ويتكون من أنبوبة طويلة من الزجاج المستوي، ويتم وضع محلول من العينة. وفي أخر كل نهاية من الأنبوبة يوجد منشور نيكول.
هذه الأنبوبة عبارة عن أسطوانة مجوفة موجودة بين صفيحتين من فلاتر مستقطِبة إحداها مثبتة والأخرى يمكن التحكم بزاوية دورانها مع جهة دوران عقارب الساعة أو عكسها؛ ويتم معرفة مقدار هذه الزاوية من خلال مقياس درجات زاوي، وخلف الفلتر المثبت يوجد مصدر ضوئي.
إذا ضبط المستوي المتحرك بشكل يعامد المستوي الثابت فإننا لن نشاهد سوى حقل مظلم أو معتم بشكل كبير، إلا أننا إذا وضعنا مركبات يدوانية فإن لها القدرة على تدوير مستوي استقطاب الضوء المستقطب بزاوية يتم تحديدها بتدوير المستوي المتحرك بزاوية محددة تتعلق بالبنية الجزيئية للمركب اليدوي وتركيزه ودرجة الحرارة وطول أسطوانة جهاز الاستقطاب.
إلا أن اتجاه الدوران يعتمد فقط على أي من المتماكبات الانانتيوميرية يتم قياسه؛ يميني التدوير أم يساري التدوير.مع العلم أن أي مادة قادرة على تدوير مستوي الاستقطاب تدعى مادة فعالة ضوئية.